# Kimberly Geist
Kimberly Geist (Allentown, 29 april 1987) is een Amerikaans weg- en baanwielrenster.

## Carrière
Geist werd in 2004 en 2005 derde op het wereldkampioenschap achtervolging voor juniordames. Bij de elite won ze het Wereldkampioenschap op de ploegenachtervolging in 2017 en 2018. Geist nam deel aan de Pan-Amerikaanse Spelen van 2019 in Lima, waar ze een gouden medaille won op zowel de ploegenachtervolging als de koppelkoers.

## Belangrijkste resultaten
| Jaar       | AK                                   | P-AK                               | WK                   | Overig                                                      |
| Als junior | Als junior                           | Als junior                         | Als junior           | Als junior                                                  |
| ---------- | ------------------------------------ | ---------------------------------- | -------------------- | ----------------------------------------------------------- |
| 2004       |                                      |                                    | achtervolging        |                                                             |
| 2005       | achtervolging, scratch               |                                    | achtervolging        |                                                             |
| Als Elite  |                                      |                                    |                      |                                                             |
| 2008       | achtervolging                        |                                    |                      |                                                             |
| 2009       |                                      |                                    |                      |                                                             |
| 2010       | achtervolging, puntenkoers           |                                    |                      |                                                             |
| 2011       | scratch, achtervolging               |                                    |                      |                                                             |
| 2012       | achtervolging                        |                                    |                      |                                                             |
| 2013       | omnium, achtervolging                |                                    |                      |                                                             |
| 2014       | achtervolging, puntenkoers · scratch | ploegenachtervolging               |                      |                                                             |
| 2015       | achtervolging, scratch · puntenkoers | puntenkoers                        | puntenkoers          |                                                             |
| 2016       | koppelkoers                          |                                    |                      |                                                             |
| 2017       |                                      | koppelkoers                        | ploegenachtervolging | WB Los Angeles: ploegenachtervolging                        |
| 2018       | omnium                               | ploegenachtervolging · koppelkoers | ploegenachtervolging | WB Minsk: ploegenachtervolging                              |
| 2019       | koppelkoers, omnium                  |                                    |                      | Pan-Amerikaanse Spelen: · ploegenachtervolging, koppelkoers |